# کیم لامرش
کیم لامرش (انگلیسی: Kim Lammers؛ زادهٔ ۲۱ آوریل ۱۹۸۱) بازیکن هاکی روی چمن اهل کشور هلند است.
وی در مسابقات کشوری و بین‌المللی در مجموع برندهٔ یازده مدال طلا، چهار مدال نقره، شش مدال برنز شده‌است.